# Nynetjer
Nynetjer (còn gọi là Ninetjer và Banetjer) là tên Horus của vị pharaon Ai Cập thứ ba thuộc vương triều thứ hai. Niên đại của ông chưa được xác định rõ. Cuộn giấy cói Turin ghi là 96 năm, trong khi những ghi chép của Manetho cho rằng vương triều của Nynetjer kéo dài 47 năm. Các nhà Ai Cập học ngày nay cho rằng cả hai thông tin trên đã bị hiểu sai hoặc phóng đại quá mức. Về cơ bản, triều đại của Nynetjer được ước tính là kéo dài trong khoảng 43 năm hoặc 45 năm. Điều này có được là dựa trên quá trình phục dựng lại tấm bia đá Palermo, ghi lại những sự kiện diễn ra từ năm 7 tới năm thứ 21 và trên tấm bia Đá Cairo là năm 36 đến năm thứ 44. Các tác giả ngày nay xác định triều đại của ông bắt đầu từ năm 2850 TCN đến năm 2760 TCN hay muộn hơn, từ 2760 TCN đến 2715 TCN.

## Nguồn gốc tên gọi

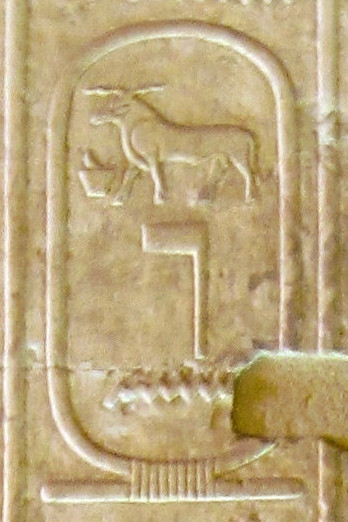
Tên của Nynetjer trong danh sách vua Abydos (vị trí thứ 11).

## Cai trị

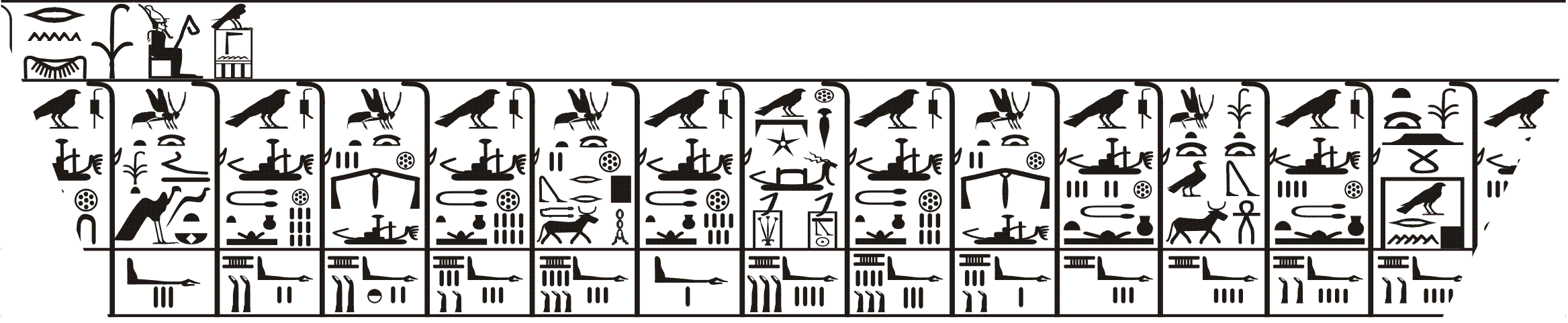
Những sự kiện từ năm 7–21 dưới triều đại của Nynetjer (Bia đá Palermo. Cách đọc là từ phải qua trái)

## Kết thúc vương triều

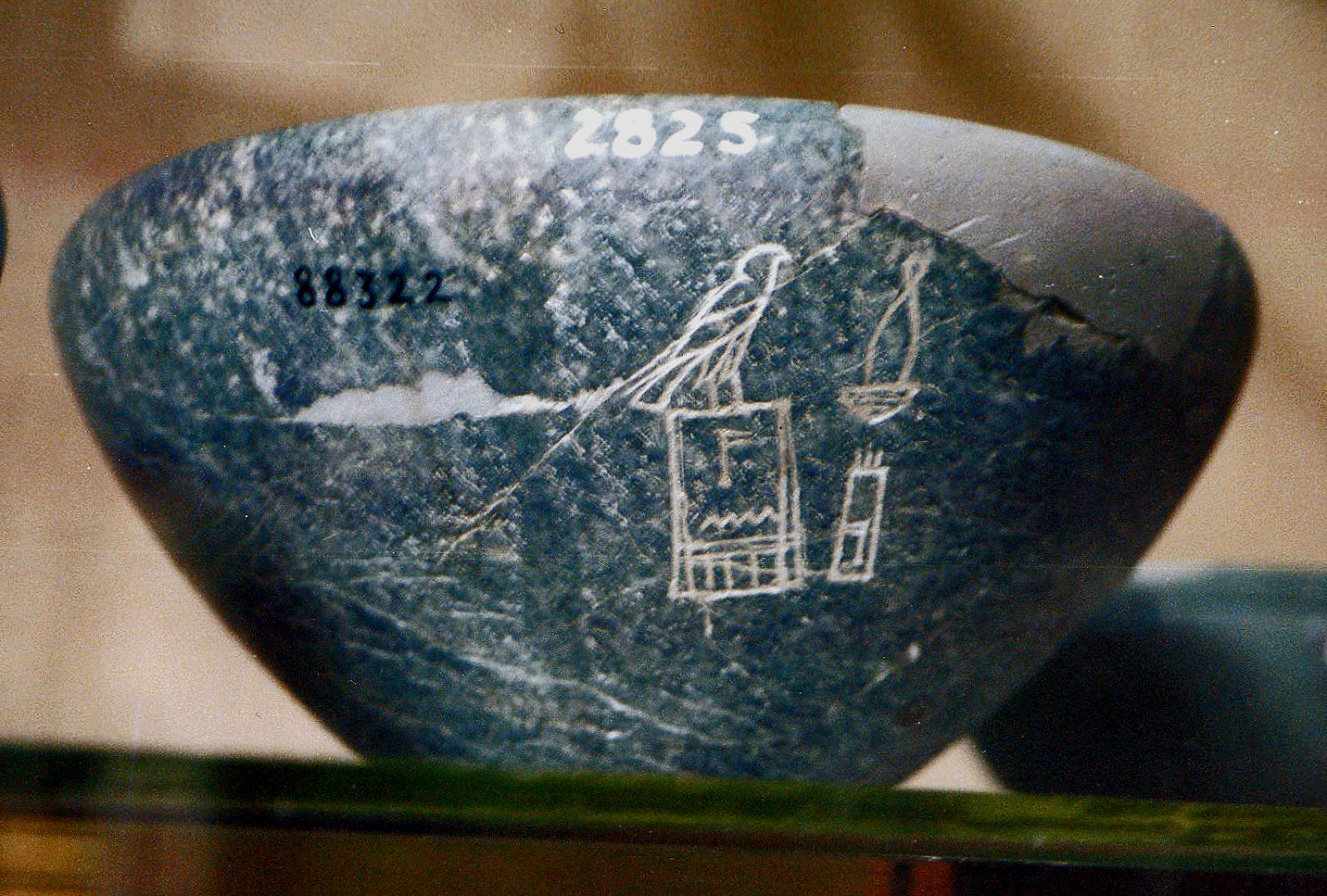
Chiếc bình bằng đá Diorite với tên của Nynetjer và đề cập đến ″cung điện của vương miện trắng".

## Lăng mộ

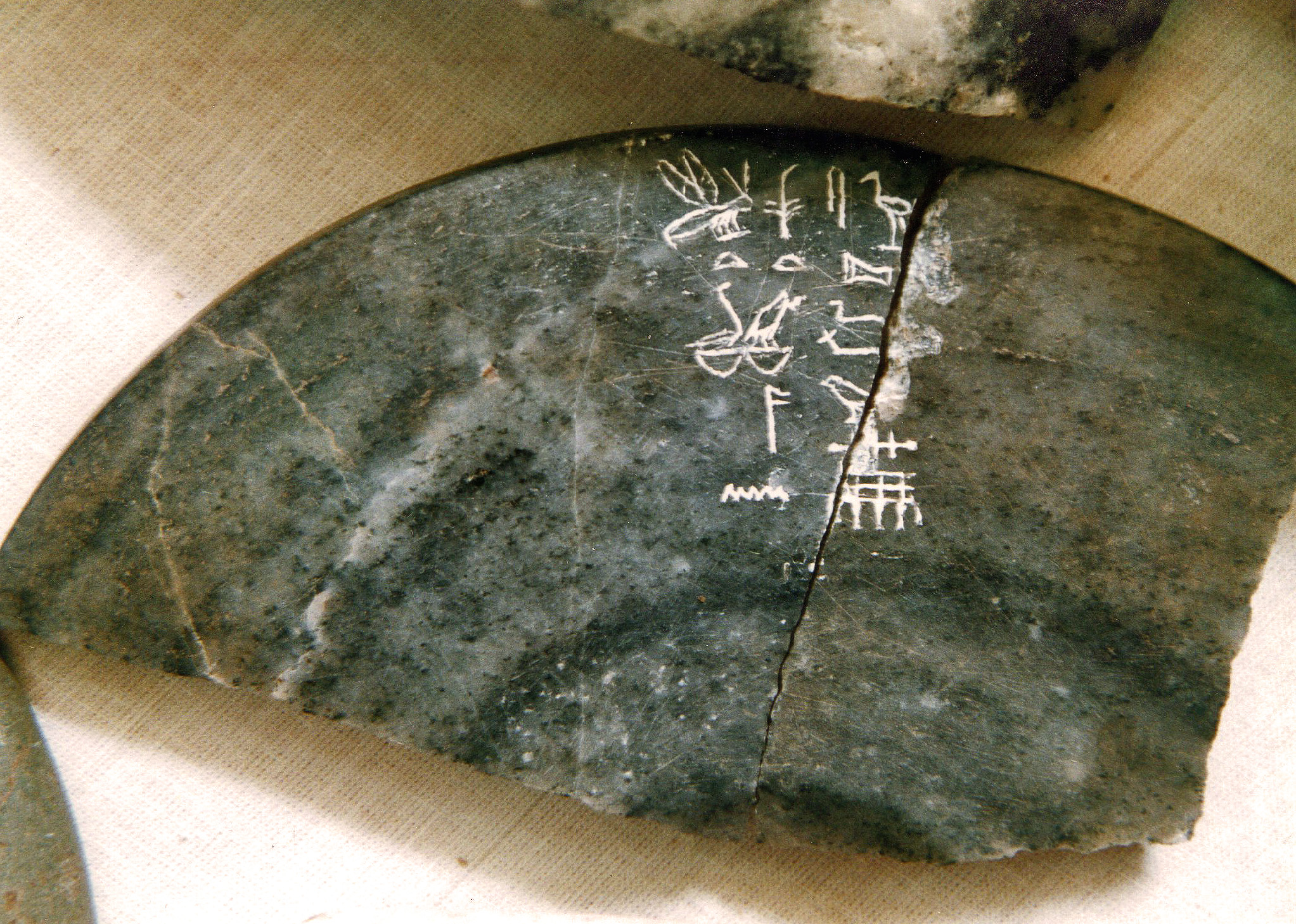
Mảnh vỡ từ một chiếc bình làm bằng diorite đề cập đến Nynetjer và nữ thần của vùng đồng bằng châu thổ, Bastet.